# Войско (Водице)
Войско (словен. Vojsko) — поселення в общині Водиці, Осреднєсловенський регіон, Словенія. 
Висота над рівнем моря: 322 м.